# Elezioni generali a Vanuatu del 2012
Le elezioni generali a Vanuatu del 2012 si sono tenute il 30 ottobre.

## Esito
I 52 membri del parlamento sono stati eletti in 17 circoscrizioni plurinominali. Il numero di eletti per circoscrizione è variabile, da uno a sette deputati, a seconda della dimensione degli stessi.
I risultati sono stati resi ufficialmente noti il 6 novembre. Ne è uscito un quadro estremamente frammentato, col partito di maggioranza relativa, Vanua'aku Pati, che ha conquistato soli 8 seggi, rendendo così difficile anche un governo di coalizione.

## Risultati
| Liste                                          | Voti    | %     | Seggi | Δ seggi |
| ---------------------------------------------- | ------- | ----- | ----- | ------- |
| Unione dei Partiti Moderati                    | 14.675  | 12,19 | 5     | -2      |
| Vanua'aku Pati                                 | 13.593  | 11,29 | 8     | -3      |
| Partito Progressista Popolare                  | 9.642   | 8,01  | 6     | +2      |
| Partito Unito Nazionale                        | 7.456   | 6,20  | 4     | -4      |
| Terra e Giustizia                              | 7.241   | 6,02  | 4     | -       |
| Movimento di Riunificazione per il Cambiamento | 6.921   | 5,75  | 3     | -       |
| Nagriamel                                      | 5.092   | 4,23  | 3     | +2      |
| Gruppo Iauko                                   | 4.425   | 3,68  | 3     | -       |
| Confederazione Verde                           | 4.219   | 3,51  | 3     | +1      |
| Partito Repubblicano di Vanuatu                | 3.627   | 3,01  | 1     | -6      |
| Partito Progressista Melanesiano               | 3.379   | 2,81  | 2     | +1      |
| Partito Democratico Liberale                   | 2.982   | 2,48  | 1     | -       |
| Partito Democratico di Vanuatu                 | 2.888   | 2,40  | -     | -       |
| Partito Democratico di Vanuatu                 | 2.110   | 1,75  | -     | -       |
| Partito Nazionale di Vanuatu                   | 1.955   | 1,62  | 1     | -       |
| Natakok                                        | 1.915   | 1,59  | 2     | -       |
| Associazione Comunità Nazionale                | 1.878   | 1,56  | -     | -       |
| Partito Laburista di Vanuatu                   | 1.182   | 0,98  | -     | -1      |
| Partito Melanesiano Fren                       | 1.069   | 0,89  | -     | -       |
| Altri <1.000 voti                              | 24,105  | 20,03 | 6     | -2      |
| Totale                                         | 120.354 |       | 52    |         |